# Thinking About You (canção de Whitney Houston)
Thinking About You é um single da cantora Whitney Houston. Gravada em 1984 e produzida por Kashif Saleem, fez parte do álbum de estreia da cantora, intitulado Whitney Houston (1985) e foi o terceiro single lançado para a promoção do álbum. A canção foi escrita por Kashif Saleem e La Forrest "La La" Cope, e chegou a conseguir uma posição no Top 10 dos charts de Hip-hop/R&B da Billboard.